# Kissischewi
Kissischewi (kʼɪsɪsχɛvɪ, georgisch კისისხევი) ist ein Dorf in der Munizipalität Telawi, in Georgien, in der Nähe des gleichnamigen Flusses. Es befindet sich am Nordosthang des Gombori-Gebirges, 600 Meter über dem Meeresspiegel, 5 Kilometer von der Stadt Telawi entfernt. Das Dorf verfügt über eine entwickelte Landwirtschaft, insbesondere Weinbau und traditionelle Weinherstellung. Das Dorf ist reich an mittelalterlichen Denkmälern, Wäldern und Ausblicken auf das Alasani-Tal und die Berge des Kaukasus, weshalb auch der Tourismus entwickelt wird. Laut der Volkszählung von 2014 lebten 1916 Menschen im Dorf.

## Geschichte
Archäologische Daten zeigen, dass Kissischewi eine Art Verwaltungszentrum der Einwohner entlang des Flusses Kissischewi im 3. Jh. v. Chr. war. Kissischewi war bis zum 8. Jahrhundert vor der Gründung des Fürstentums Kachetien aktiv am wirtschaftlichen und kulturellen Leben Georgiens beteiligt. Dies belegen die frühmittelalterlichen Gräber im Dorf. Es wird vermutet, dass Kissischewi und seine Umgebung eines der Zentren der Verbreitung des Christentums in Kachetien waren.
Auch nach der Gründung des Fürstentums Kachetien verlor Kissischewi nicht die Bedeutung des Zentrums des Tals. Ab dieser Zeit unterlag es jedoch administrativ der Autorität des Chorepiskopos von Kachetien. Das Dorf gehörte unmittelbar zu den Klostergebieten unter der Verwaltung des Chorepiskopos von Kachetien und wurde auch nach der politischen Vereinigung des Königreichs Georgien ab dem 11. Jahrhundert als kirchliches Gebiet angesehen. Seit dieser Zeit gehört Kissischewi nämlich zu den Gütern des Klosters Swetizchoweli. In der Zeit der Einheit des georgischen Königreichs gehörte Kissischewi den Katholikoi-Patriarchen von Mzcheta. Auch nach dem politischen Zerfall Georgiens im 15. Jh. blieb es weitgehend unverändert. Ab dem 16. Jahrhundert begannen jedoch große kachetische Klöster und Feudalherren, ursprünglich dem Swetizchoweli-Kloster gehörende Gebiete anzugreifen. Bald wurde das Gebiet von Kissischewi in das Bistum Tscheremi und ab dem 18. Jahrhundert in das Bistum Alawerdi überführt.